# هندریک شرپنهوایزن
هندریک دوروتئوس شرپنهوایزن (هلندی: Hendrik Dorotheus Scherpenhuijzen؛ ۳ آوریل ۱۸۸۲ – ۲۸ ژوئن ۱۹۷۱) ورزشکار شمشیربازی اهل پادشاهی هلند بود. او برنده مدال برنز در سابر تیمی در بازی‌های المپیک تابستانی ۱۹۲۴ شد.
وی در مسابقات کشوری و بین‌المللی در مجموع برندهٔ ۱ مدال برنز شده‌است.